# Österhagenglass
Österhagenglass är en svensk glasstillverkare grundad 1993 i Strängnäs av Stig Ernbro och Inger Hersby. I början av 2000-talet flyttade produktionen till Hjo. 
Österhagenglass tillverkar glass utan tillsatser och de flesta smaker består av fyra ingredienser, vispgrädde, ägg, socker plus exempelvis jordgubbar eller vaniljstång. Råvarorna är ekologiska.
Under åren har Österhagenglass rönt en hel del uppmärksamhet, bland annat har glassen diplomerats av Gastronomiska akademien, Västra gastronomiska akademien och tidningen Gourmet. Även i media har glassen uppmärksammats Ulf Elfving har i Expressen Mitt kök utsett den till bästa vaniljglass och den har vid flera tillfällen utsetts till bästa vaniljglass av Allt om Mat.
I boken Den hemlige kocken av Mats-Eric Nilsson uppmärksammas Österhagenglass som en av få tillverkare av glass tillverkad av vispgrädde, ägg och socker.
Sedan 2016 ägs Österhagenprodukter där varumärket Österhagenglass ingår av Exeotech AB, bolagets VD är Kristian Mandin.